# Вледічаска (Ілфов)
Вледічаска (рум. Vlădiceasca) — село у повіті Ілфов в Румунії. Входить до складу комуни Снагов.
Село розташоване на відстані 25 км на північ від Бухареста, 115 км на південь від Брашова.

## Населення
За даними перепису населення 2002 року у селі проживали 135 осіб, усі — румуни. Рідною мовою 134 особи (99,3%) назвали румунську.